# Isuzu Bellett
El Isuzu Bellett fue un  automóvil, del segmento C producido por el fabricante japonés de automóviles Isuzu entre 1963 y 1973. Fue un reemplazo interno diseñado para el Isuzu Hillman Minx, construido previamente por Isuzu bajo un acuerdo de licencia con el Grupo Rootes. El nombre «Bellett» supuestamente representaba un «Bellel»» más pequeño», ya que el Bellel fue un automóvil más grande construido por la compañía. El nombre «Bellel» resultó de combinar la palabra inglesa «bell» con el número romano «L», equivalente a 50, y así se suponía que el nombre representaba «fifty Bells» (Isuzu significa literalmente «cincuenta campanas» en japonés), de ahí la elección de estos nombres.

## Modelos
El automóvil estaba disponible como un sedán de dos y cuatro puertas, un coupé de dos puertas y una versión fastback de la misma, estos con suspensión independiente en las cuatro ruedas, y además un sedán cuatro puertas especialmente para uso comercial (principalmente taxi) con un eje rígido y suspensión de ballesta trasera llamado Bellett B, y por último una rara variante pickup de una tonelada comercializada como Isuzu Wasp y una furgoneta basada en la pickup aún más rara de dos puertas comercializada como un vehículo comercial, llamada Bellett Express. 

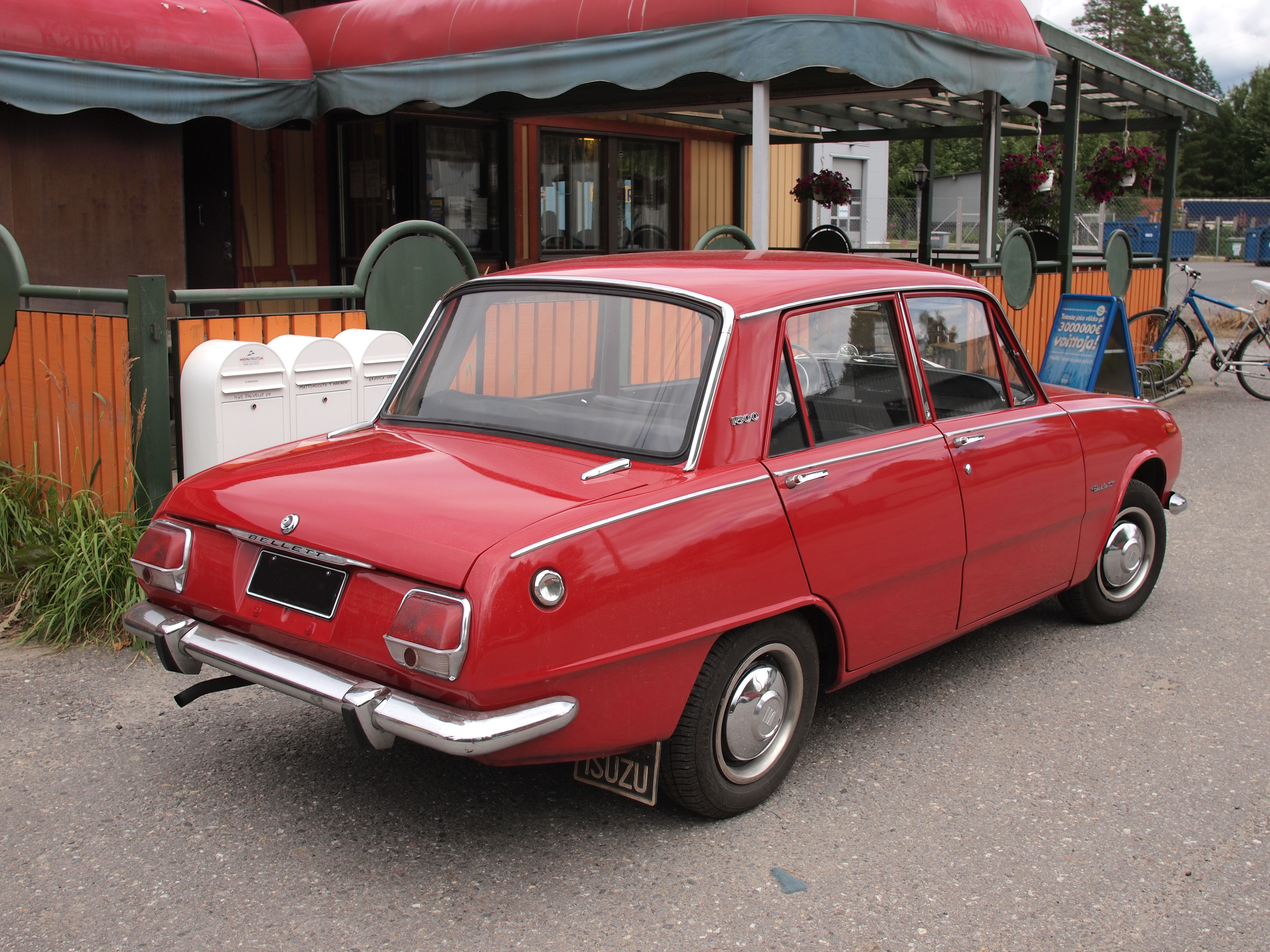
Isuzu Bellett sedán cuatro puertas

Después de que General Motors adquirió una participación en Isuzu, el Bellett fue reemplazado por el «T-car global» de General Motors, inicialmente llamado Isuzu Bellett Gemini y más tarde simplemente Isuzu Gemini, que técnicamente tenía poco que ver con su predecesor. Se fabricaron un total de 170,737 unidades. El coche recibió el apodo de «Alfa Romeo japonés». 
La gama incluía sedanes Estándar, Deluxe y Automático (así como el GT ahora muy buscado, que estaba equipado con una unidad de 1579 cc). El modelo Deluxe fue impulsado por un motor de 1471cc con una relación de compresión de 8.5: 1 que desarrolla 78 Hp a 5200 rpm y una capacidad de par máximo de 82 pie-libra a 2600 rpm.
El interior y los accesorios eran sorprendentemente lujosos. El Bellett Deluxe llevaba como equipamiento estándar bocinas eléctricas duales, limpiaparabrisas y lavaparabrisas de 2 velocidades, radio con botón, calentador/desempañador asistido por ventilador, reloj, cinturones de seguridad y alfombras enteras.
El Bellett fue el primer Isuzu que se exportó a Europa, cuando se enviaron mil automóviles a Finlandia en enero de 1965. Se ingresó al mercado suizo después de exhibirse en el Salón del Automóvil de Ginebra de 1965. El importador finlandés también vendió Alfa Romeos y Jaguars, y en consecuencia utilizó la competencia como su principal método de publicidad. El Isuzu Bellett también fue el primer automóvil japonés que se importó regularmente a Suecia. Las exportaciones a Canadá también comenzaron en marzo de 1965 y montaje en CKD en 1968.
El Isuzu Bellet también tuvo un buen desempeño en el Armstong 500 de 1965, ocupando el sexto lugar en su clase, y los tres ingresaron en el Galllaher 500 de 1966 logrando terminar, siendo el mejor un quinto lugar en la Clase B.
Podemos agradecer a los Bellet por sentar las bases de los pequeños Holden/Isuzu Gemini.

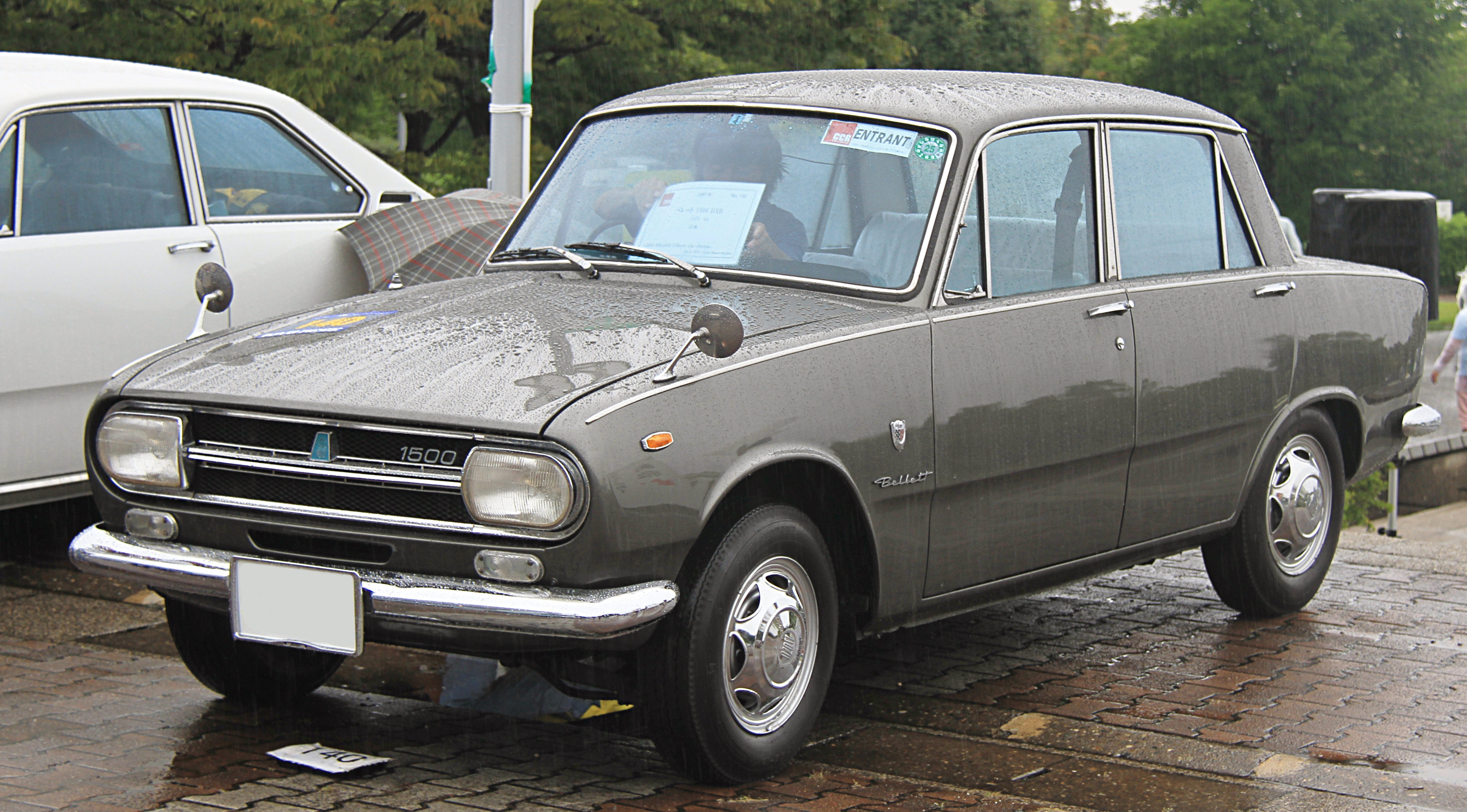
Isuzu Bellett B 1500 Deluxe (1967)
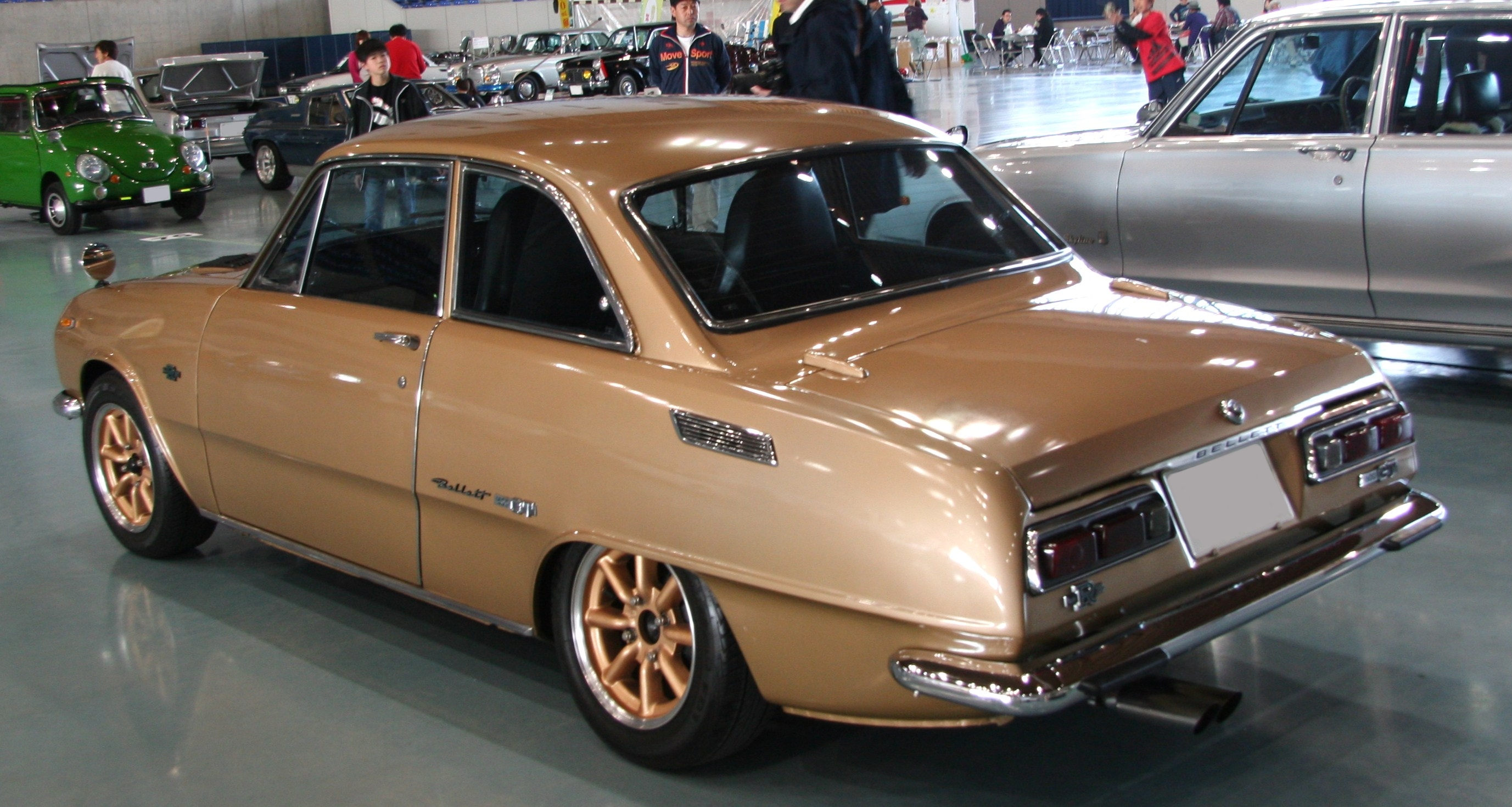
Isuzu Bellett GT coupé

### Bellett GT

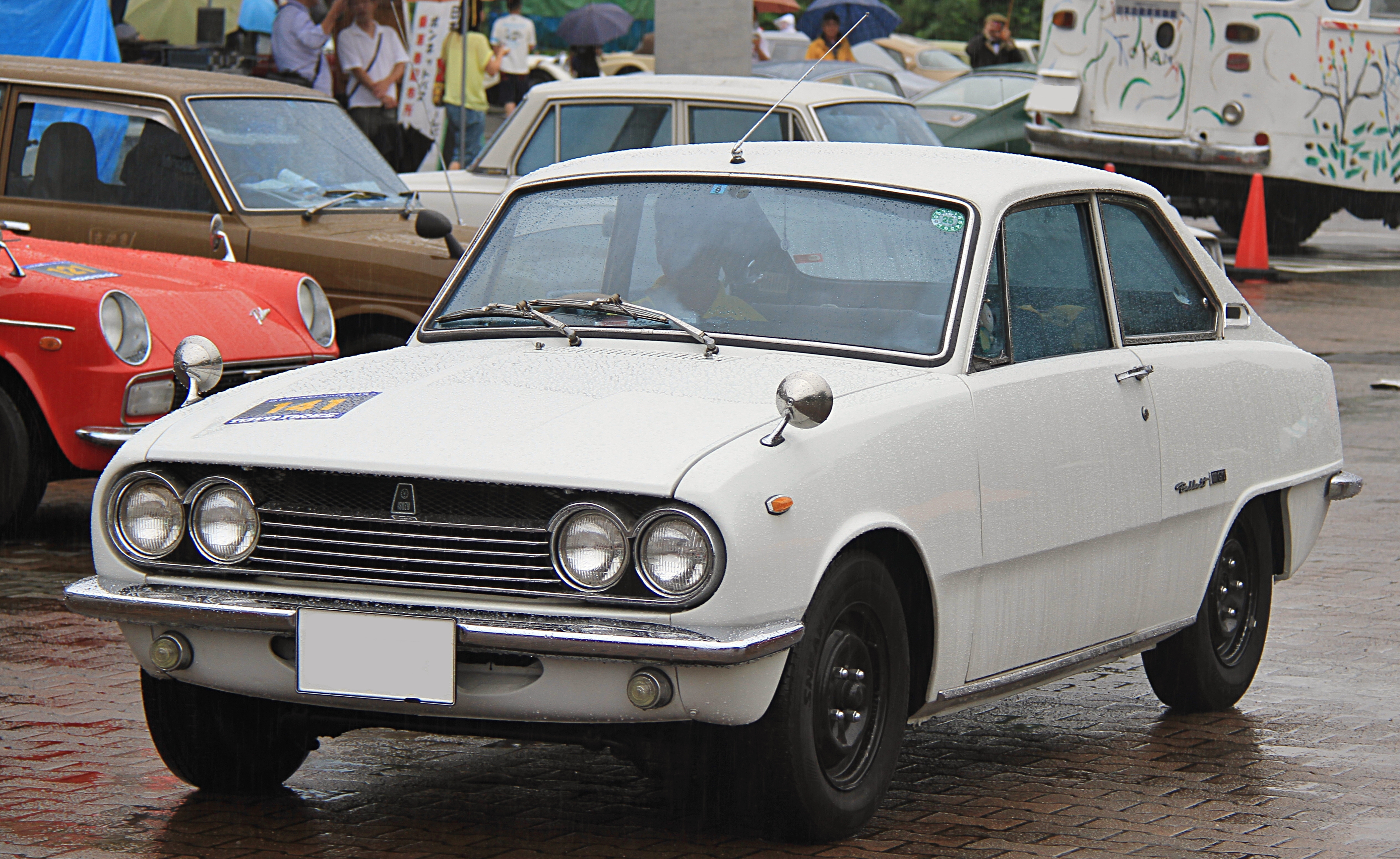
Isuzu Bellett 1600 GT coupé fastback (1967)

El Isuzu Bellett GT, lanzado en abril de 1964, era un cupé de 2 puertas con una altura más baja de 40 mm (1.6 in) que el sedán, equipado con un motor de gasolina OHV de 1,6 L OHV con carburador doble. Fue el primer automóvil japonés que recibió la denominación «GT» (Gran Turismo). En septiembre de 1964, apareció una versión de 1.5 litros del cupé; al mismo tiempo recibió frenos de disco delanteros y un frente modificado.
A finales de 1966, se introdujo el motor SOHC 1,6 litros (G161) con 90 Hp (66 kW), un poco después de la adición en abril de un estilo de carrocería fastback.
En 1969, la potencia del motor base se aumentó a 95 Hp (70 kW), cuando también se añadió el GT-R, y en 1970 se unió a un motor SOHC de 1,8 L. También hubo un 1500 Sport (1966), esencialmente un GT pero con la carrocería del sedán de dos puertas. Esto se convirtió en el 1600 Sport en 1968, con el motor (G161) SOHC. El 1600 GT se complementó con el 115 Hp (85 kW) 1800 GT en 1970, y después del lavado de cara posterior a 1971 se agregó el afinado 1800 GTN («N» para Normal) con 100 Hp (74 kW).
El volumen total de producción fue del GT fue de 17,439 unidades. Actualmente, la valorización del GT es alta, hay muchos entusiastas que continúan manteniendo y siendo dueños, y un club de propietarios también existe.

### Bellett GT-R

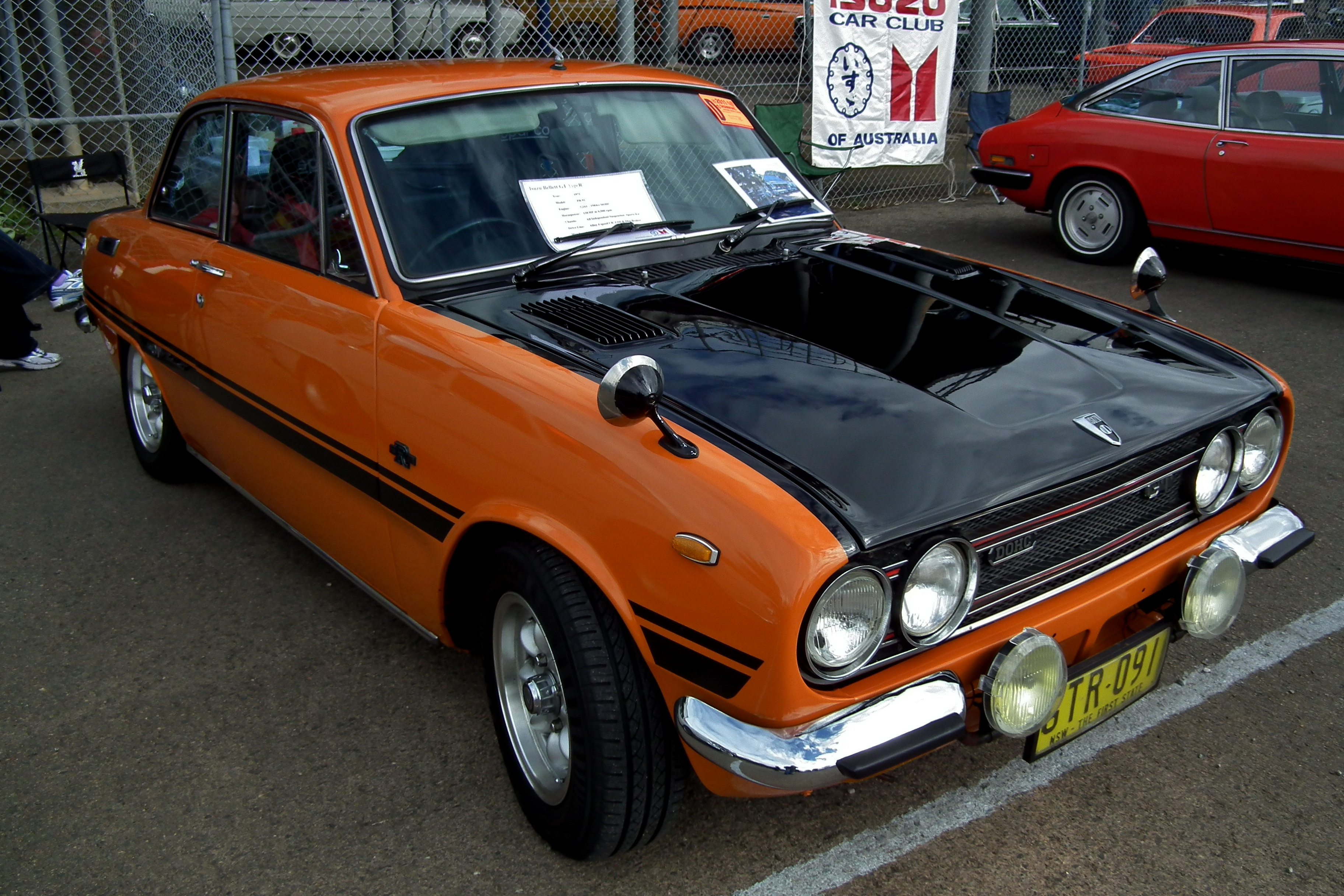
Isuzu Bellett 1600 GT-R coupé (1970)

El GT-R, más específicamente GT Type-R (para «carreras»), era una versión de carreras del GT, también disponible para clientes individuales. Presentado por primera vez en septiembre de 1969, el GT-R presentaba un motor 1,6 L DOHC del deportivo Isuzu 117 Coupé, frenos de potencia y muchas otras modificaciones. Disponible solo con la carrocería cupé, era visualmente diferente de otras Belletts principalmente por un esquema de pintura específico, que incluía una capó completamente negro, dos paragolpes delanteros divididos (bumperettes) y faros antiniebla de equipamiento estándar. El GT-R logró muchos éxitos en las carreras y ha ganado su propia comunidad de seguidores. Solo alrededor de 1,400 GT-R fueron fabricados.
En 2006, los lectores de la revista de coleccionista japonesa Nostalgic Hero clasificaron al Bellett GT-R 10º en una lista de los 50 mejores autos japoneses. Los resultados se publicaron en el número 116 (agosto de 2006), así como en la edición adicional de Nostalgic Hero (Geibun Mooks n° 555) publicada el 20 de abril de 2007. La Bellett GT-R 1969 es un coche jugable en el videojuego Polyphony Digital Gran Turismo 4 para PlayStation 2, y también en Gran Turismo 5 y Gran Turismo 6 para PlayStation 3.

## Ficha técnica
| Isuzu Bellett:              | 1300                                                                                              | 1500                                                                                              | 1600                                                                                              | 1600 GT                                                                                           | GT-R                                                                                              | 1800 GT                                                                                           | Diésel                                                                                            |
| --------------------------- | ------------------------------------------------------------------------------------------------- | ------------------------------------------------------------------------------------------------- | ------------------------------------------------------------------------------------------------- | ------------------------------------------------------------------------------------------------- | ------------------------------------------------------------------------------------------------- | ------------------------------------------------------------------------------------------------- | ------------------------------------------------------------------------------------------------- |
| Motor:                      | Motor en línea de 4 cilindros (cuatro tiempos)                                                    | Motor en línea de 4 cilindros (cuatro tiempos)                                                    | Motor en línea de 4 cilindros (cuatro tiempos)                                                    | Motor en línea de 4 cilindros (cuatro tiempos)                                                    | Motor en línea de 4 cilindros (cuatro tiempos)                                                    | Motor en línea de 4 cilindros (cuatro tiempos)                                                    | Motor en línea de 4 cilindros (cuatro tiempos)                                                    |
| Desplazamiento:             | 1325 cm³                                                                                          | 1471 cm³                                                                                          | 1584 cm³                                                                                          | 1584 cm³                                                                                          | 1584 cm³                                                                                          | 1817 cm³                                                                                          | 1764 cm³                                                                                          |
| Diámetro x carrera:         | 75 × 75 mm                                                                                        | 79 × 75 mm                                                                                        | 82 × 75 mm                                                                                        | 82 × 75 mm                                                                                        | 82 × 75 mm                                                                                        | 84 × 82 mm                                                                                        | 79 × 90 mm                                                                                        |
| Potencia:                   | 51 kW (70 Hp) a 5200                                                                              | 57 kW (78 Hp) a 5200                                                                              | 66 kW (90 Hp) a 5400                                                                              | 76 kW (103 Hp) a 5800                                                                             | 88 kW (120 Hp) a 6400                                                                             | 85 kW (115 Hp) a 5800                                                                             | 40 kW (54 Hp) a 4000                                                                              |
| Par máximo a 1/min:         | 101 N·m a 3000                                                                                    | 114 N·m a 2600                                                                                    | 127 N·m a 4200                                                                                    | 133 N·m a 4200                                                                                    | 142 N·m a 5000                                                                                    | 152 N·m a 4200                                                                                    | 110 N·m a 2000                                                                                    |
| Compresión:                 | 8,5:1                                                                                             | 8,5:1                                                                                             | 8,7:1                                                                                             | 9,7:1                                                                                             | 10,3:1                                                                                            | 9,7:1                                                                                             | 22,0:1                                                                                            |
| Alimentación:               | 1 carburador de corriente descendente                                                             | 1 carburador de corriente descendente                                                             | 1 carburador de corriente descendente                                                             | 2 carburadores horizontales SU                                                                    | 2 carburadores gemelos horizontales Mikuni                                                        | 2 carburadores horizontales SU                                                                    | Bomba de inyección diésel                                                                         |
| Control de la válvula:      | OHV                                                                                               | OHV                                                                                               | OHC                                                                                               | OHC                                                                                               | DOHC                                                                                              | OHC                                                                                               | OHV                                                                                               |
| Enfriamiento:               | Por agua                                                                                          | Por agua                                                                                          | Por agua                                                                                          | Por agua                                                                                          | Por agua                                                                                          | Por agua                                                                                          | Por agua                                                                                          |
| Transmisión:                | Caja de cambios de 4 velocidades Para 1500 de tres velocidades automáticas Tracción trasera       | Caja de cambios de 4 velocidades Para 1500 de tres velocidades automáticas Tracción trasera       | Caja de cambios de 4 velocidades Para 1500 de tres velocidades automáticas Tracción trasera       | Caja de cambios de 4 velocidades Para 1500 de tres velocidades automáticas Tracción trasera       | Caja de cambios de 4 velocidades Para 1500 de tres velocidades automáticas Tracción trasera       | Caja de cambios de 4 velocidades Para 1500 de tres velocidades automáticas Tracción trasera       | Caja de cambios de 4 velocidades Para 1500 de tres velocidades automáticas Tracción trasera       |
| Suspensión delantera:       | Dos horquillas desiguales de longitud, muelles helicoidales                                       | Dos horquillas desiguales de longitud, muelles helicoidales                                       | Dos horquillas desiguales de longitud, muelles helicoidales                                       | Dos horquillas desiguales de longitud, muelles helicoidales                                       | Dos horquillas desiguales de longitud, muelles helicoidales                                       | Dos horquillas desiguales de longitud, muelles helicoidales                                       | Dos horquillas desiguales de longitud, muelles helicoidales                                       |
| Suspensión trasera:         | Eje oscilante, brazo posterior, resortes helicoidales y ballestas transversales                   | Eje oscilante, brazo posterior, resortes helicoidales y ballestas transversales                   | Eje oscilante, brazo posterior, resortes helicoidales y ballestas transversales                   | Eje oscilante, brazo posterior, resortes helicoidales y ballestas transversales                   | Eje oscilante, brazo posterior, resortes helicoidales y ballestas transversales                   | Eje oscilante, brazo posterior, resortes helicoidales y ballestas transversales                   | Eje oscilante, brazo posterior, resortes helicoidales y ballestas transversales                   |
| Frenos:                     | Frenos de tambor en las cuatro ruedas (en 1600, modelos GT y serie GT-R) freno de disco delantero | Frenos de tambor en las cuatro ruedas (en 1600, modelos GT y serie GT-R) freno de disco delantero | Frenos de tambor en las cuatro ruedas (en 1600, modelos GT y serie GT-R) freno de disco delantero | Frenos de tambor en las cuatro ruedas (en 1600, modelos GT y serie GT-R) freno de disco delantero | Frenos de tambor en las cuatro ruedas (en 1600, modelos GT y serie GT-R) freno de disco delantero | Frenos de tambor en las cuatro ruedas (en 1600, modelos GT y serie GT-R) freno de disco delantero | Frenos de tambor en las cuatro ruedas (en 1600, modelos GT y serie GT-R) freno de disco delantero |
| Dirección:                  | Cremallera y piñón                                                                                | Cremallera y piñón                                                                                | Cremallera y piñón                                                                                | Cremallera y piñón                                                                                | Cremallera y piñón                                                                                | Cremallera y piñón                                                                                | Cremallera y piñón                                                                                |
| Carrocería:                 | Chapa de acero, monocasco                                                                         | Chapa de acero, monocasco                                                                         | Chapa de acero, monocasco                                                                         | Chapa de acero, monocasco                                                                         | Chapa de acero, monocasco                                                                         | Chapa de acero, monocasco                                                                         | Chapa de acero, monocasco                                                                         |
| Trocha delantera / trasera: | 1225/1200 mm                                                                                      | 1225/1200 mm                                                                                      | 1235/1215 mm                                                                                      | 1260/1240 mm                                                                                      | 1260/1240 mm                                                                                      | 1260/1240 mm                                                                                      | 1225/1200 mm                                                                                      |
| Distancia entre ejes:       | 2350 mm                                                                                           | 2350 mm                                                                                           | 2350 mm                                                                                           | 2350 mm                                                                                           | 2350 mm                                                                                           | 2350 mm                                                                                           | 2350 mm                                                                                           |
| Peso:                       | 910 kg                                                                                            | 915 kg                                                                                            | 915-925 kg                                                                                        | 930-985 kg                                                                                        | 970 kg                                                                                            | 945 kg                                                                                            | 990 kg                                                                                            |
| Velocidad máxima:           | 145 km/h                                                                                          | 150 km/h                                                                                          | 160 km/h                                                                                          | 165-170 km/h                                                                                      | 190 km/h                                                                                          | 180 km/h                                                                                          | 110 km/h                                                                                          |
| 0–100 km/h:                 | 18.8s                                                                                             | 16.1s                                                                                             | 13s                                                                                               | 10.7s                                                                                             | 9.9s                                                                                              | 10.2s                                                                                             | n.a.                                                                                              |
| Consumo:                    | 9.4 l/100km                                                                                       | 9.6 l/100km                                                                                       | 10.7 l/100km                                                                                      | 11.8 l/100km                                                                                      | 12.3 l/100km                                                                                      | 12.8 l/100km                                                                                      | 7.4 l/100km                                                                                       |

## Isuzu Wasp pickup
Siguiendo el modelo del automóvil de pasajeros Isuzu Bellett, el Wasp,  (Avispa en español)  también conocido como el Bellett Wasp 1 ton (reflejando la capacidad de carga máxima), llegó a la carretera en 1963 como una camioneta pickup, sin embargo, mientras que el chasis del Bellett, es monocasco, el Wasp – así como la furgoneta liviana «Bellett Express» – tienen un bastidor robusto e independiente, la suspensión es completamente diferente, el eje trasero sobre la  suspensión de ballesta puede soportar la carga y es  durable y resistente en lugar de la suspensión independiente como la del  sedán y cupé. Además, la distancia entre ejes es de 2350 mm para Bellett y 2500 mm para Wasp, 150 mm adicionales,  (longitud total es de aproximadamente 4095 mm para Wasp y 3995 mm para el Bellett). 
El mecanismo de dirección también va en contra del tipo piñón y cremallera del Bellett, el Wasp adoptó un sistema ortodoxo basado en bolas recirculantes.
En el diseño exterior, como la mitad delantera de la carrocería del Wasp y la línea de carácter detrás a los costados de la caja de carga, el panel de instrumentos, etc., es del mismo carácter general, que el Bellett Sedan. El compartimiento de carga mide 1745 mm de largo (5.75 pies) x 1355 mm de ancho.
El Wasp se ofreció con el motor de gasolina 1325 cc (G130) con una potencia de 70 Hp (51 kW) a 5200 rpm. y el motor diésel 1764 cc (C180) con una potencia de 50 Hp (37 kW), ambos con una caja de cambio manual de 4 velocidades. El motor del sedán Bellett de 1,5 L también se ofreció en algunos modelos de exportación.
El Wasp fue construido hasta 1972, cuando fue reemplazado por el Isuzu Faster, conocido como el Chevrolet LUV en muchos mercados. La Wasp abrió un camino propio como un formidable vehículo utilitario durante casi una década.

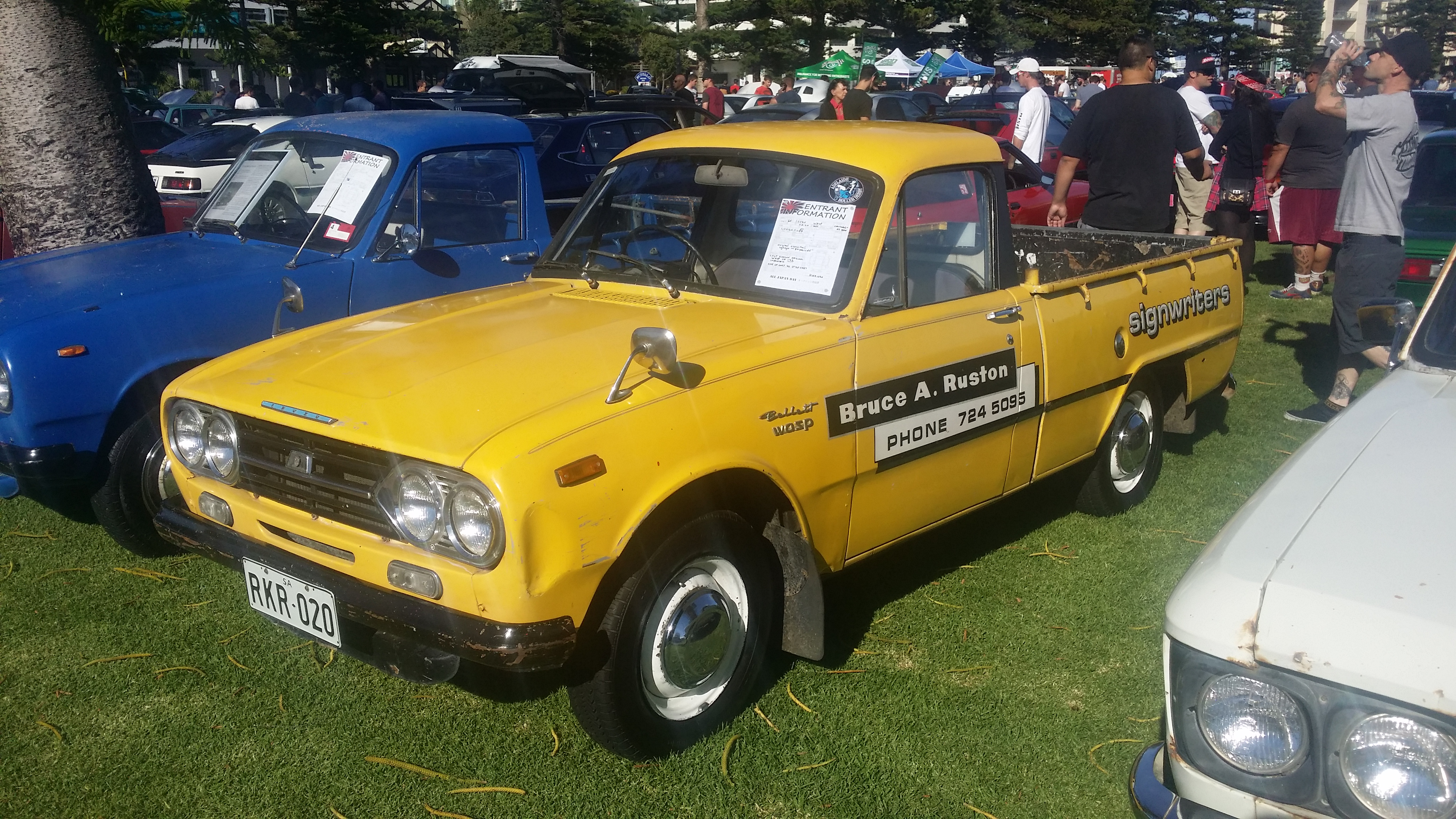
Isuzu Wasp pickup (1965)
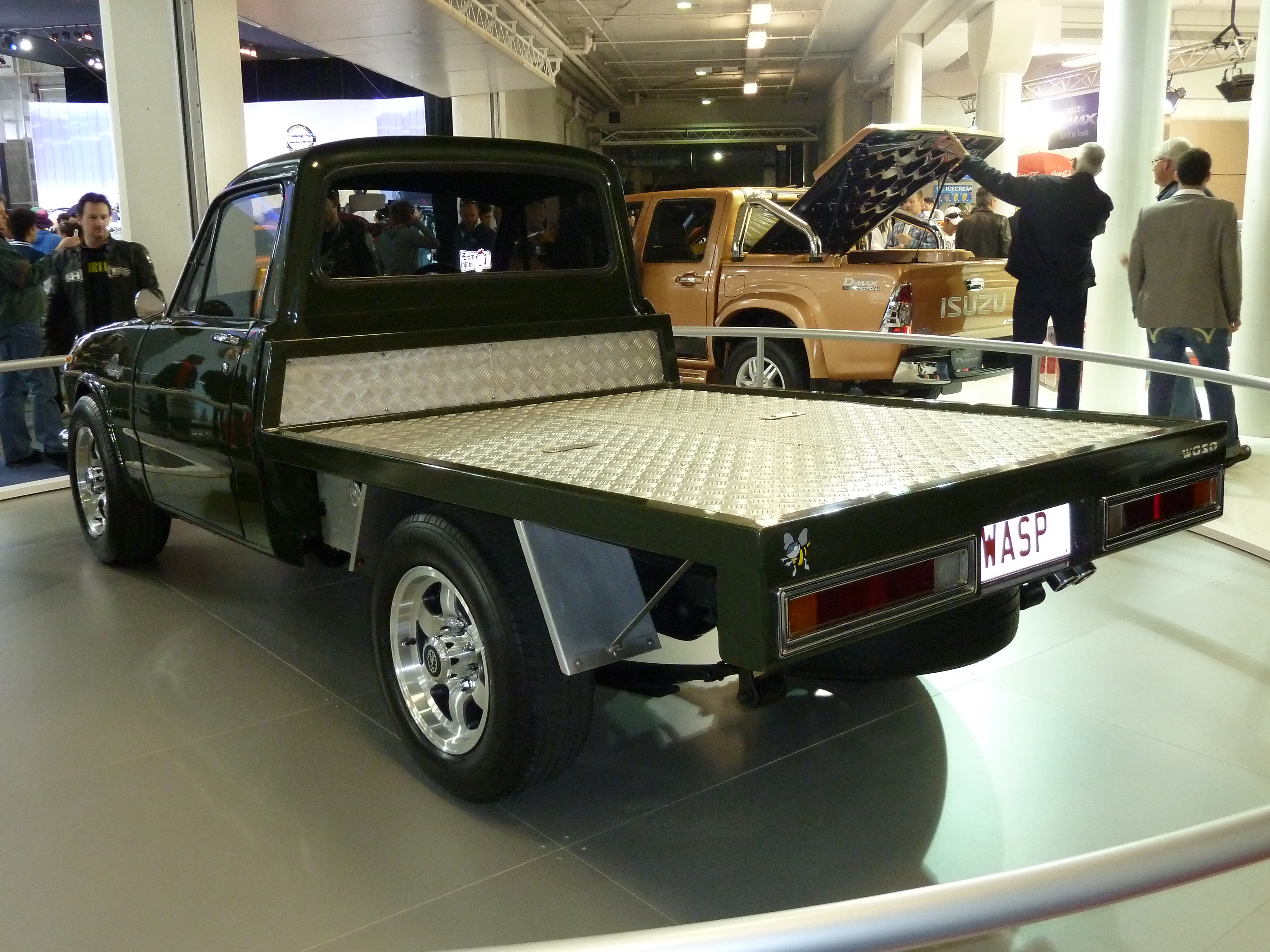
Isuzu Wasp plataforma (1965)

### Bellett Express
La furgoneta Bellett Express fue anunciada el 22 de septiembre de 1964 como una nueva variante del Bellett en el chasis del Wasp con una distancia entre ejes de 2500 mm.
La parrilla delantera era básicamente la misma que Bellett sedán, a diferencia de la que tenía un simple emblema del Wasp. Al principio, en cuanto al motor, se prepararon dos tipos, el de 70 hp (51 kW) 1325 cc de gasolina y el de 1764 cc diésel 50 Hp como el Wasp, pero en solo un año el diésel estaba fuera de la alineación. El Bellett Express era bastante caro en comparación con el bellett sedán y también hubo una mala conveniencia en la usabilidad, por ejemplo, el portón trasero no se abría a menos que se baje la ventana eléctrica. La producción se detuvo en 1967 sin esperar el debut del coche sucesor Florian Bang en 1972.
La línea de producción de las camionetas no estaba ubicada en la fábrica de Isuzu en Fujisawa, sino en una planta industrial de fabricación de carrocerías en Yamato, Kanazawa.